# Johann Schrammel
Johann Schrammel (Neulerchenfeld, 1850. május 22. - Bécs, 1893. június 17.) osztrák nemzetiségű zeneszerző, a sramli zene megalkotója.

## Élete

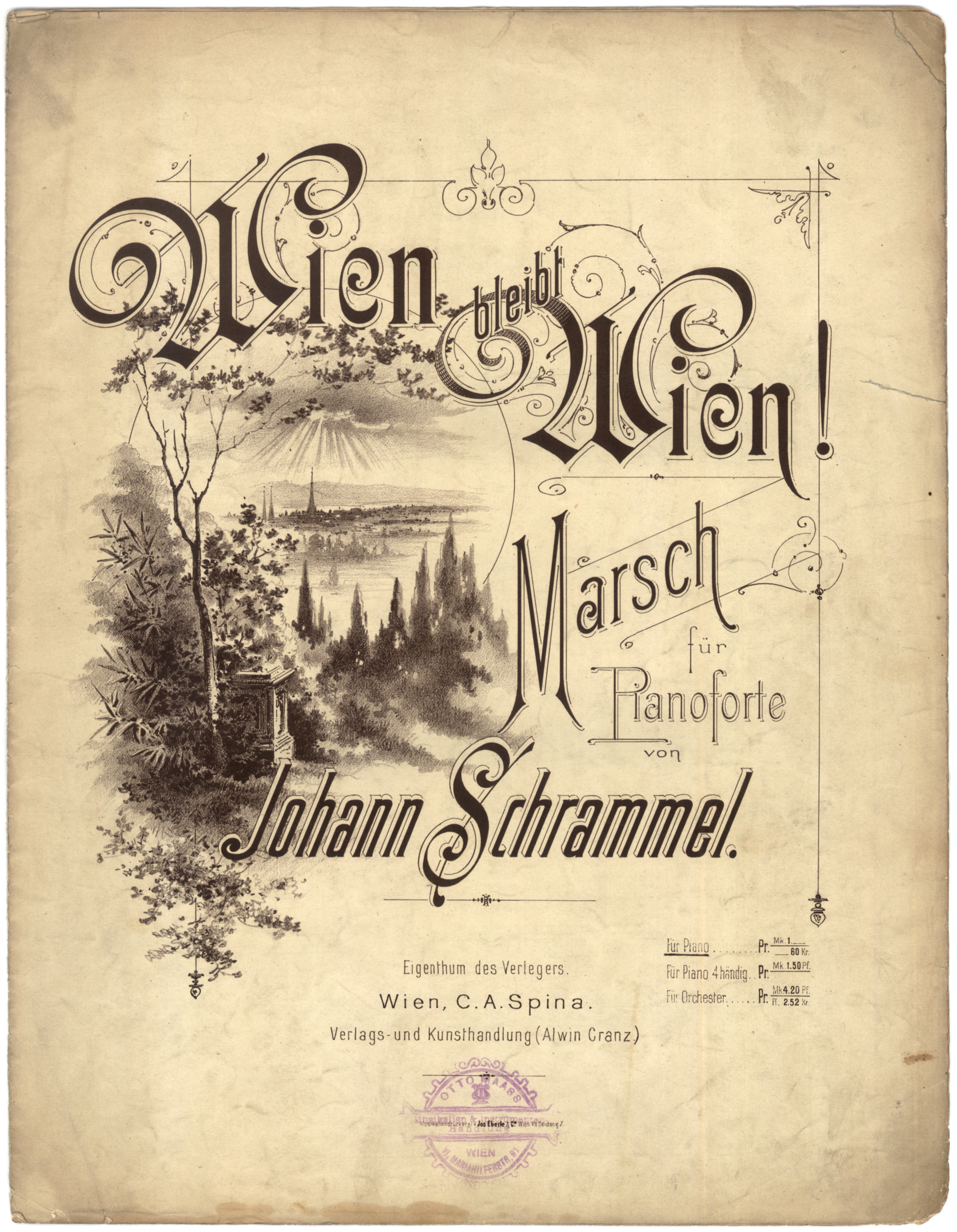
A Wien bleibt Wien kottájának címlapja

Johann Schrammel  Kaspar Schrammel és Aloisia Ernst törvénytelen gyermekeként születtek Neulerchenfeldben, ami ma Ottakring egyik része. Öccse, és későbbi zeneszerző társa Josef Schrammel is törvénytelen gyermek volt. Már tízéves korában együtt hegedült apjával és Josef öccsével egy vendéglőben. Az itt szerzett tapasztalatok után vették fel a bécsi konzervatóriumba. Testvérével több évig együtt hegedültek színházakban, katona-, majd szalonzenekarokban, végül a népzenénél kötöttek ki. 1878-ban Joseffel és a kétnyakú kontragitáron játszó Anton Strohmayerral (aki féltestvérük volt) triót alapítottak. 1884-ben csatlakozott hozzájuk a klarinéton és pikolón játszó Georg Dänzer, s népszerűségük hirtelen óriási lett. Schrammelék mindössze hét év alatt több mint kétszáz dalt és zeneszámot komponáltak, ezek némelyike valóságos népdallá vált, mint például a "Wien bleibt Wien" is, ami időről időre felcsendül a bécsi újévi koncerteken is. 1893-ban - a zenéjük népszerűségének köszönhetően - a chicagói világkiállításon képviselhették a Monarchiát. 
Johann Schrammel mindössze 43 évesen, 1893-ban halt meg. Sírja a Hernalster temetőben van, Bécsben.

## Hatása
Zenéje, a sramlizene napjainkban is népszerű, A sramlihoz gyakran társul a jódlizás, a tiroli és svájci szöveg nélküli előadásmód, amelynek során a mell- és fejhang váltakozik. Magyarországon is működnek nagy létszámú, kiválóan játszó sramlizenekarok, nálunk alapvetően a magyarországi németek népzenéjét nevezik sramlizenének.

## Főbb művei
- Wien bleibt Wien, induló
- Das picksusse Holzl
- Der Schwalben Gruß
- Die Reise nach Helgoland
- Eljen a Stefanie
- Frisch gewagt
- Frühlingsgruß an Pauline
- Hans-Richter-Marsch
- Hechtl-Marsch
- Im Wiener Dialekt
- In arte voluptas, mars
- Jagdabenteuer
- Kronprinz-Rudolf-Marsch
- Launenhaft
- Meran-Marsch
- Nußdorfer Marsch (Nach Nußdorf)
- Reiterlieder, wals
- "´s Herz von an echten Weana"
- Sei weider guat
- Weana Gmüath, wals, op. 112
- Wiener Künstler

### Operett
- Wiener Kinder, 2 aktes - librettó: Victor Léon és Heinz Reichert, valamint Ernst Decseys

### Vokális zene
- Alte österreichische Volksmelodien, 3 vol.

### Kamaramuzsika
- Wien – Berlin, induló fuvolára, oboára, klarinétra, kürtre és fagottra

## Fordítás
- Ez a szócikk részben vagy egészben  a   Johann Schrammel című angol Wikipédia-szócikk fordításán alapul.  Az eredeti cikk szerkesztőit annak laptörténete sorolja fel. Ez a jelzés csupán a megfogalmazás eredetét és a szerzői jogokat jelzi, nem szolgál a cikkben szereplő információk forrásmegjelöléseként.